# Льянос, Фернандо де

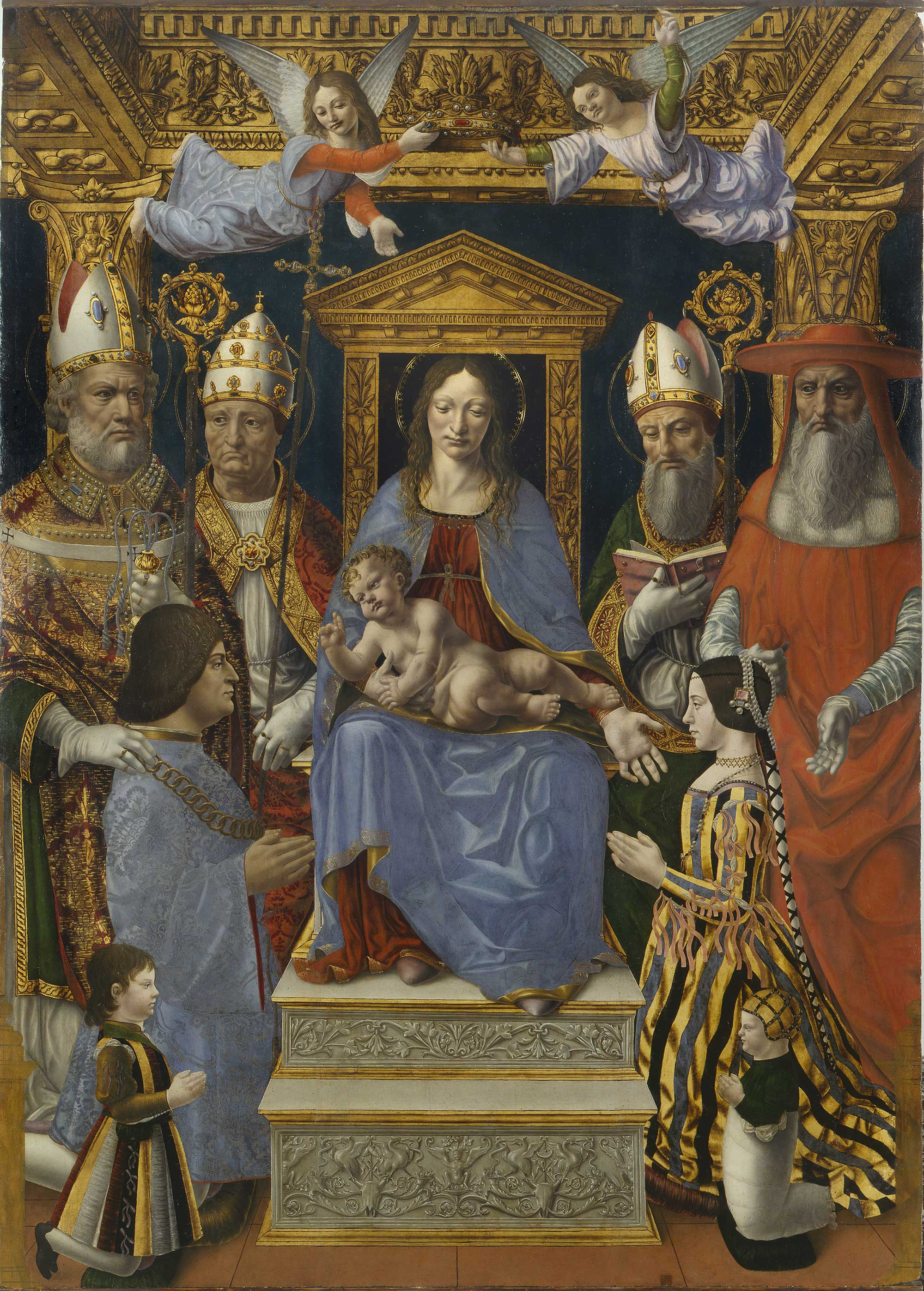
Алтарь Сфорца. 1494. Брера, Милан

Ферна́ндо де Лья́нос (Fernando Llanos) (1480—1510) — проживавший в Ломбардии испанский художник эпохи Возрождения.

## Алтарь Сфорца
Как ныне принято считать искусствоведами, его кисти принадлежит «Алтарь Сфорца». Эта алтарная картина, своего рода политический манифест правления Сфорца, была написана для церкви Сан Амброджо. Лодовико и его жена Беатриче д'Эсте изображены коленопреклонёнными перед Мадонной с младенцем и четырьмя отцами церкви. Стиль этого творения, близкий к Леонардо, демонстрирует классические вкусы придворной культуры. Длительное время автор этой картины оставался неизвестным и назывался «Мастером Алтаря Сфорца». В настоящее время «Алтарь Сфорца», в которой отчётливо ощущается влияние Леонардо, хранится в галерее Брера.

## Другие произведения
Фернандо де Льяносу приписывается «Мадонна с младенцем», написанная в начале XVI в., хранящаяся в Брера, а также «Отдых во время бегства в Египет», написанная в 1507—1510 гг. (Кафедральный собор, Валенсия).
По возвращении в Испанию Льянос вместе с Яньесом де ла Альмедина написал «Житие Марии» для главного алтаря Кафедрального собора Валенсии.

## Содружество с Яньесом
Точная атрибуция и характеристика произведений Льяноса затруднена, поскольку всю свою жизнь он работал в тесном сотрудничестве с художником Фернандо Яньесом де ла Альмедина.
Они были почти ровесниками, оба происходили из Ла-Манчи, были тезками («Фернандо»). Вдобавок, оба прошли выучку у итальянцев, имели общие заказы и одну мастерскую. Большинство произведений приписывается им обоим. Но несомненно, что лидером в содружестве был Яньес, а не Льянос, который все же был менее одарён, не так восприимчив и культурен.
В 1506 году оба художника вернулись из Флоренции в Валенсию и создали 12 полотен для створок главного алтаря в соборе Валенсии. Когда распалось содружество, неизвестно, но между 1515—1523 гг. Яньес снова посетил Италию и испытал влияние маньеризма.